# بوبوك
بوبوك (بالروسية: Бобок، بوبوك) قصة قصيرة من تأليف الكاتب الروسي فيودور دوستويفسكي. ظهرت القصة للمرة الأولى في عام 1873. يمكن ترجمة عنوان القصة من الروسية إلى «حبة الفاصوليا الصغيرة»، ولكنَّ المعنى في سياق القصة يكون مرادفاً للخزعبلات والكلام غير المفهوم.

## ملخص

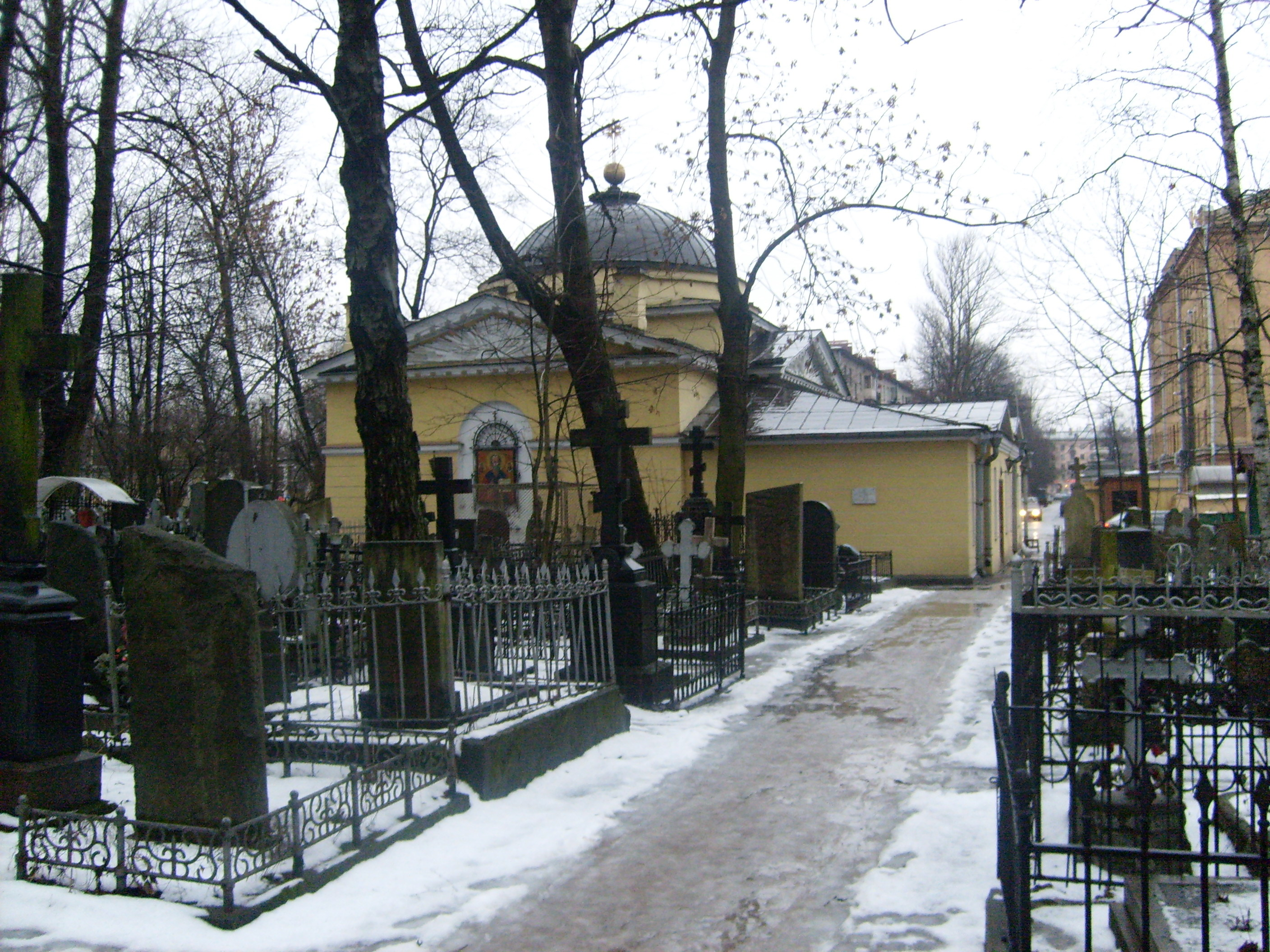
بوبوك تدور احداثها في مقبرة ، قد تكون مشابة لتلك الكائنة في سانت بطرسبرغ.

القصة هي عبارة عن مقتطفات من مذكرات كاتب مُكتَئِب مُحبَط، اسمه إيفان إيفانوفيتش، في مذكراته يكتب أنَّه في يومٍ ما حضر جنازة أحد معارفه، وظلَّ في المقبرة يتأمَّل بصمت القبور المتناثرة أمامه. فجأةً يسمع إيفانوفيتش أصوات الموتى ومحادثاتهم، ويسمع مناقشاتهم حول أوراق اللعب والفضائح السياسيَّة، ويعرف من حديثهم أنَّ «القصور الذاتي» للوعي يُمكِّنهم من التواصل حتى وهم في القبور لمدَّة ثلاثة شهور أو حتى نصف سنة. وعندما يبدأ الموتى بتسلية أنفسهم بإخبار الآخرين عن حكايات مُخزِية من حياتهم الأرضيَّة، يعطس إيفان إيفانوفيتش فجأةً، عطسةً يصمت بعدها الموتى، فيغادر إيفان إيفانوفيتش المقبرة منزعجاً لأنَّ الفساد والانحلال يوجد حتى في القبور، ويوجد حتى في آخر لحظات الوعي، ولكنَّه يأمل في زيارة مقابر أخرى لعلَّه يجد شيئاً يكتب عنه.

## اقتباسات
- «قمت بجولة بين القبور. القبور طبقات. الطبقة الثالثة تكلف ثلاثين روبلاً: لائقة وغير باهظة الثمن. الطبقتين الأولين لها حق في الكنيسة وحوشها. ولكن ما أبهظ الثمن!»

- «اختفت اليوم روح النكتة واختفى الأسلوب الجميل، وأصبحت الشتائم تعد رفاهة فكر ولطافة ذوق.»